# Tourism
Tourism - Songs from Studios,Stages,Hotelrooms & Other Strange Places é o quarto álbum de estúdio da banda Roxette, lançado a 22 de Agosto de 1992.
Este disco foi gravado durante a turnê mundial de Joyride. Inclui misturas de faixas gravadas ao vivo e em estúdio. Deste álbum saíram os singles "How Do You Do!", "Queen of Rain" e "Fingertips".

## Faixas
1. "How Do You Do!" - 3:09
2. "Fingertips" - 3:22
3. "The Look" - 5:34
4. "The Heart Shaped Sea" - 4:31
5. "The Rain" - 4:49
6. "Keep Me Waiting" - 3:12
7. "It Must Have Been Love" - 7:08
8. "Cinnamon Street" - 5:04
9. "Never Is a Long Time" - 3:44
10. "Silver Blue" - 4:05
11. "Here Comes the Weekend" - 4:11
12. "So Far Away" - 4:02
13. "Come Back (Before You Leave)" - 4:30
14. "Things Will Never Be the Same" - 3:22
15. "Joyride" - 4:50
16. "Queen of Rain" - 4:49

Faixas Bonus na versão 2009 Remastered
- "Fingertips '93"
- "2 Cinnamon Street"

Faixas Bonus na versão 2009 Remastered apenas no iTunes
- Fading Like a Flower(Live Sydney, 13-12-91)
- Paint (Live Sydney, 13-12-91)
- It Must Have Been Love (Live Sydney, 13-12-91)
- Dressed For Success (Live Sydney, 13-12-91)
- Hotblooded (Live Sydney, 13-12-91)

## Créditos
- Per Gessle e Marie Fredriksson - Vocais

## Posições nas paradas musicais
| Parada musical (1992)              | Melhor posição |
| ---------------------------------- | -------------- |
| Alemanha - Media Control Charts    | 1              |
| Austrália - ARIA Charts            | 3              |
| Áustria - Parada Musical           | 2              |
| Canadá - Canada RPM Top 100 Albums | 18             |
| Estados Unidos - Billboard 200     | 117            |
| Itália - FIMI                      | 10             |
| Japão - Oricon                     | 13             |
| Noruega - VG-lista                 | 1              |
| Nova Zelândia - RIANZ              | 27             |
| Países Baixos - MegaCharts         | 41             |
| Reino Unido - UK Albums Chart      | 2              |
| Suécia - Sverigetopplistan         | 1              |
| Suíça - Schweizer Hitparade        | 1              |